# Анконська республіка
Анконська республіка (лат. Respublica Anconitana, італ. Repubblica di Ancona) — середньовічна незалежна комуна та морська республіка, що існувала на адріатичному узбережжі Апеннінського півострова в XI—XVI століттях з центром в місті Анкона. Сьогодні територія колишньої республіки входить до провінції Анкона в регіоні Марке, Італія.
Республіка досягла значних успіхів у розвитку морської торгівлі, зокрема з Візантійською імперією та країнами Східного Середземномор'я. Ці торгові зв'язки забезпечували Анконі статус головного порту, що з'єднував регіони центральної Італії зі Сходом. Майже протягом всього часу свого існування Анконській республіці доводилось суперничати в Адріатичному морі з Венецією і щоб протистояти цій загрозі, Анкона була змушена підтримувала дружні стосунки з іншими потужними гравцями в цьому регіоні — Угорським королівством, Рагузькою республікою і Османською імперією.

## Історія

### Виникнення і розвиток
Місто Анкона було включене до складу нещодавно створеної Піпіном Коротким Папської держави в 774 році. У 839 та у 850 році місто пережило дві атаки сарацинів. Близько 1000 року місто перейшло під контроль Священної Римської імперії, але в ході комунального руху, що в X—XI століттях ширився серед міст північної та центральної Італії, місцева комуна поступово здобула незалежність і в XI столітті набула статус незалежної комуни Анкони (лат. Communitas Anconitana) під високою юрисдикцією папської держави. Девіз міста звучав як «Анкона, дорійське місто віри» (лат. Ancon dorica civitas fidei), посилаючись на грецьку історію заснування міста.

Після здобуття незалежності, Анкона поступово перетворилась у важливу морську республіку, яка була потужним конкурентом і ціллю нападів сусідньої Венеційської республіки. Сама республіка ніколи не нападала на Венецію чи інші морські міста, але часто була змушена захищатися. Незважаючи на низку нападів, торговельних війн та морських блокад, Венеції так ніколи і не вдалося підкорити Анкону. Крім того, Анкона завжди мусила остерігатися зазіхань зі сторони як Священної Римської імперії, так і папства. 

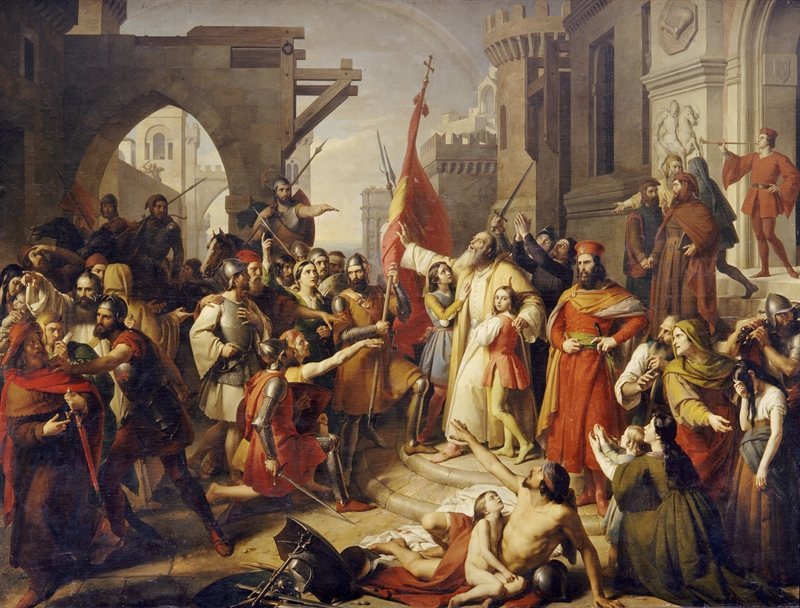
Клятва анконців під час облоги міста в 1174 р. Франческо Подесті

В XII столітті Анконська республіка тричі витримала напад військ Священної Римської імперії, яка намагалась відновити свою владу не лише над Анконою, але й над іншими італійськими комунами. У 1137 році місто витримало облогу військ імператора Лотаря II, а у 1167 році — Фрідріха Барбаросси. В 1174 році імперські війська Барбаросси здійснили повторну спробу захопити місто. Крістіан I, архієпископ Майнца і архіканцлер Барбаросси вступив в союз із Венецією і спільно з нею обложив Анкону. Венеційський флот, що складався із численних галер та великого корабля Totus Mundus заблокували порт Анкони, тоді як імперські війська взяли місто в облогу з суші. 

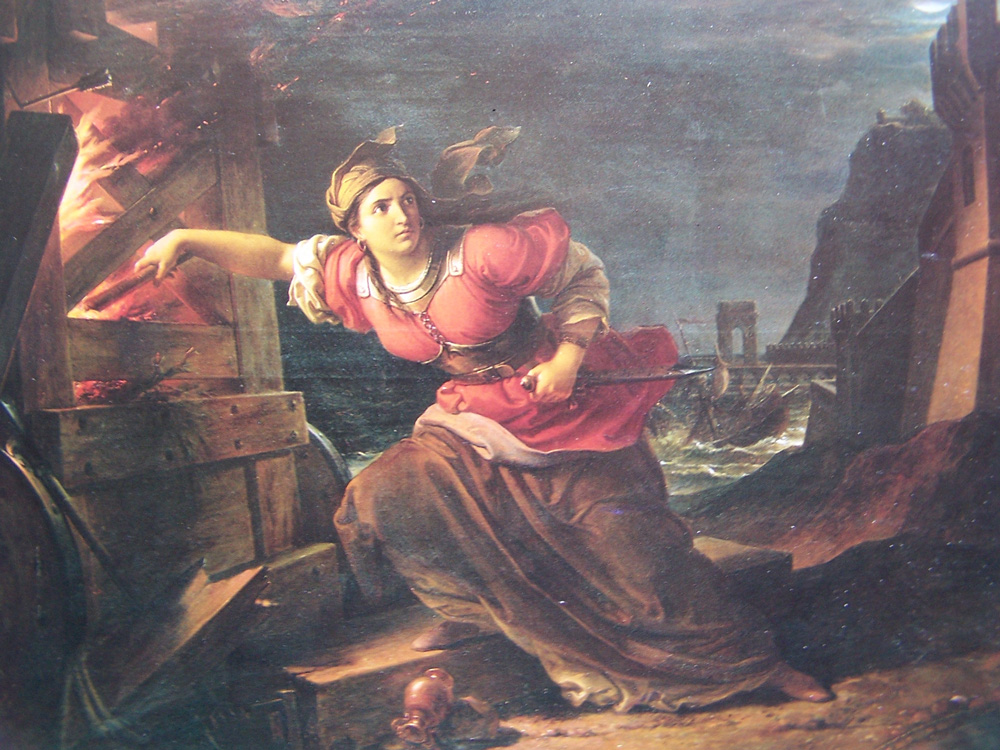
Стаміра. Франческо Подесті.

Після кількох місяців драматичного опору анконітани змогли надіслати до Емілії-Романьї невеликий загін з проханням про допомогу. На заклик відгукнулись війська з Феррари та Бертіноро, які прийшли на допомогу і врятували місто від імперської армії та венеційців. Однією з легендарних осіб облоги 1174 року стала Стаміра, мужня вдова, яка за допомогою смолоскипа спалила облогові машини нападників.
У боротьбі між папами та імператорами Священної Римської імперії, яка вирувала в Італії з XII століття, Анкона виступила на стороні папістів гвельфів. Папа Олександр III (1159—1181) оголосив Анкону вільним містом у складі папської держави. Через 250 років Папа Євгеній IV підтвердив правове положення, визначене його попередником, і 2 вересня 1443 офіційно проголосив її республікою під назвою Respublica Anconitana. Майже одночасно була офіційно визнана Рагузькою республікою, що підтвердило тісний зв'язок, який існував між двома адріатичними портами.

### Морські торгові маршрути та факторії

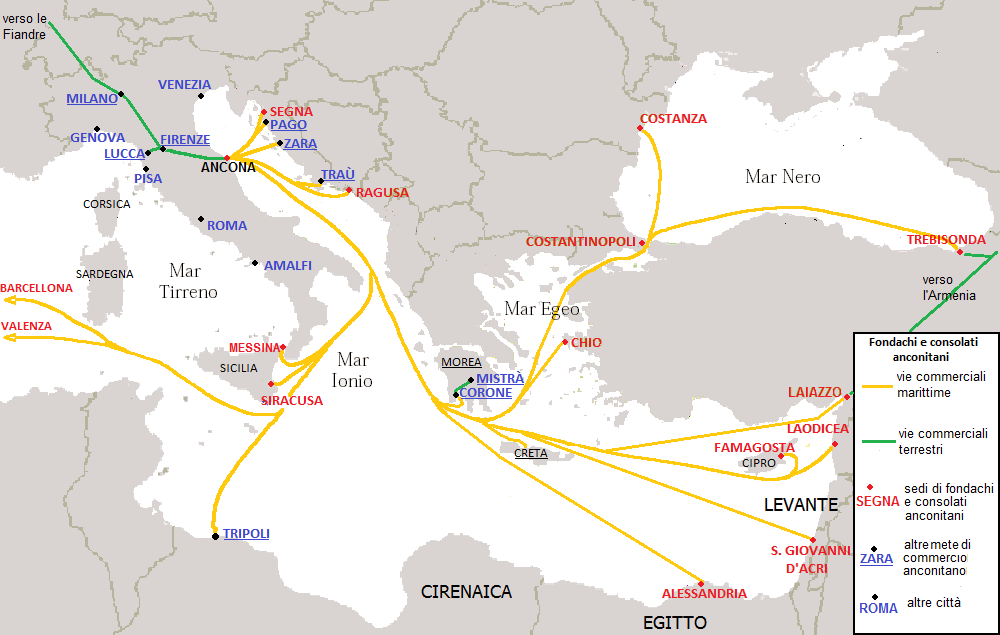
Торгові шляхи та склади морської республіки Анкона

Факторії або фондако (заморські колонії зі складами та житловими будівлями) Анконської республіки постійно діяли в Константинополі та багатьох інших портах Середземномор'я. У Константинополі знаходилась, мабуть, найважливіша факторія, в якій анконітанці мали власну церкву, Санто-Стефано, а у 1261 році вони додатково отримали привілей мати свою каплицю і в центральному Софійському соборі. 
Інші фондако Анкони були в Сирії (в Лаяццо та Лаодикеї), в Єгипті (в Александрії), на Кіпрі (у Фамагусті), у Палестині (у Сан-Джованні д'Акрі), у Греції (на Хіосі), у Волощині (в Констанці),  у Малій Азії (у Трапезунді). Рухаючись далі на захід, факторії Анкони були присутні в Адріатичному морі в Рагузі і Сеньї, на Сицилії в Сіракузах і Мессіні, в Іспанії в Барселоні і Валенсії та в Африці в Триполі.
З численних факторій торговий морський флот республіки доставляв товари в Анкону, а подальше транспортування по суші цих товарів (особливо текстилю та прянощів) через Альпи у Францію та інші країни північної Європи здійснювалось купцями Лукки і Флоренції.

### Союз з Рагузою
Комерційна конкуренція між морськими торговими республіками Венеції, Анкони та Рагузи була дуже сильною, оскільки всі вони знаходились на узбережжі Адріатичного моря. Вони неодноразово вели відкриті бої. Венеція, усвідомлюючи свою велику економічну та військову силу, не толерувала конкуренції з боку інших морських міст Адріатики. Кілька адріатичних портів, таких як Зара чи Спліт перебували під владою Венеції, але Анкона і Рагуза зберегли свою незалежність. Щоб не підкоритися венеційському правлінню, ці дві республіки уклали між собою численні міцні союзи. Венеції вдалось завоювати Рагузу в 1205 році і утримувати її під своїм контролем до 1382 року, коли Рагуза відновила фактичну свободу, сплачуючи данину спочатку угорцям, а після битви при Мохачі — Османській імперії. У цей період Рагуза знову підтвердила свій старий союз з Анконою.

### Втрата незалежності
Анконська республіка втратила свою незалежність у 1532 році, коли Папа Климент VII з роду Медічі зумів заволодіти нею політичним шляхом та включити до складу Папської держави. Символом папської влади була величезна Цитадель, використана Климентом VII як троянський кінь для завоювання міста.

## Управління і законодавство

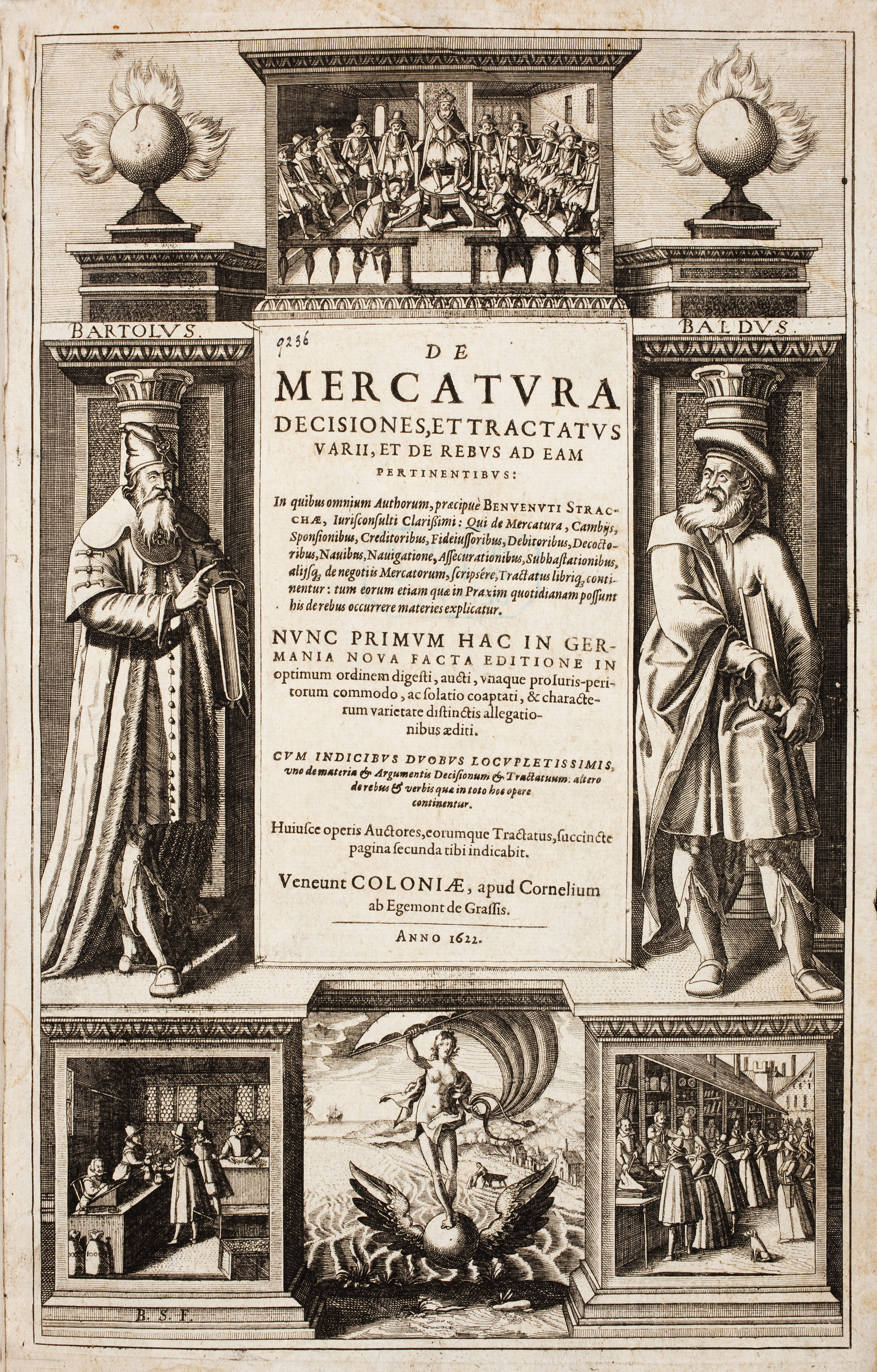
Бенвенуто Стракка, De mercatura.

Анкона була республікою з олігархічною формою правління. Нею керували шість старійшин, що обрирались трьома районами (терцієрами), на які було поділено місто: Сан-П'єтро, Порто та Каподімонте. На відміну від інших міст центральної та північної Італії, Анкона завжди зберігала республіканський устрій і ніколи не ставала сеньйорією. Більш, ніж 500-річний період республіканського правління переривався лише одного разу. В 1348 році, скориставшись епідемією Чорної смерті та пожежею, яка знищила багато важливих будівель, Анкону захопив Малатеста, сеньйор Ріміні, але в 1355 році він був вигнаний з міста.
Місто мало власний кодекс морського права Statuti del mare e del Terzenale (Закони про море та арсенал) та митного права Statuti della Dogana (Закони про мито).
Активна морська торгівля Анкони в Леванті стала причиною народження комерційного права. Юрист Бенвенуто Стракка (Анкона, 1509—1579) опублікував у 1553 році трактат De mercatura seu mercatore tractats, що був однією із перших, якщо не першою юридичною працею, присвяченої саме комерційному праву. Цей трактат зосереджувався на купцях і торгових контрактах, практиці та морських правах, до яких він незабаром додав обширні обговорення банкрутства, факторів і комісій, переказів третім особам і страхування. З цієї причини Стракка часто вважають батьком комерційного права та автором першого італійського трактату про договори страхування.

## Валюта

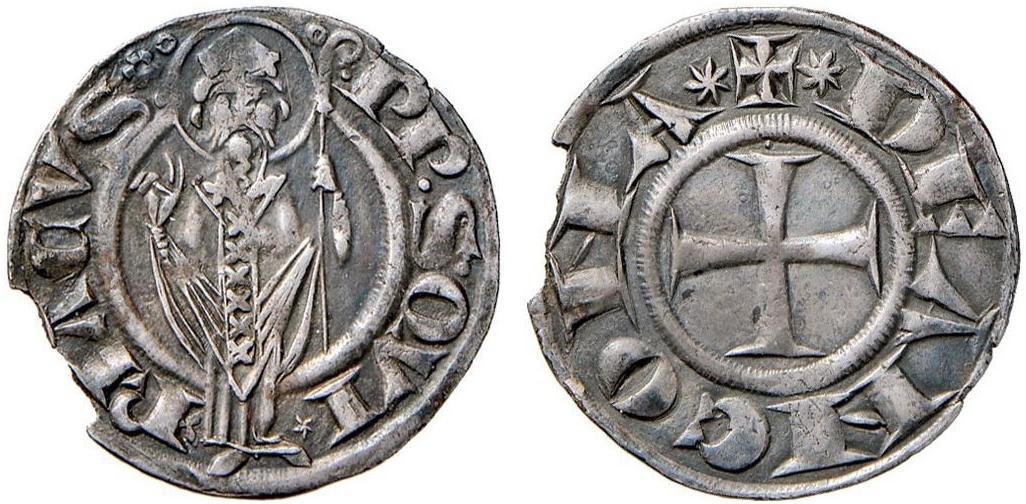
Агонтано (XV ст.)

Перші повідомлення про карбування монет в середньовічній Анконі з'явилися в XII столітті, коли незалежність міста зросла, і воно почало карбувати монети без імперського чи папського контролю. Під час свого золотого віку Республіка Анкона карбувала власні монети агонтано. Це була срібна монета 18–22 рр мм в діаметрі і вагою 2,04–2,42 грама.
Пізніше Анконська республіка почала карбувати менш відому золоту монету агното або анконський дукат. Зразки цієї монети збереглися з XV і XVI століть і карбувались аж до втрати містом незалежності в 1532 році.

## Відомі мореплавці

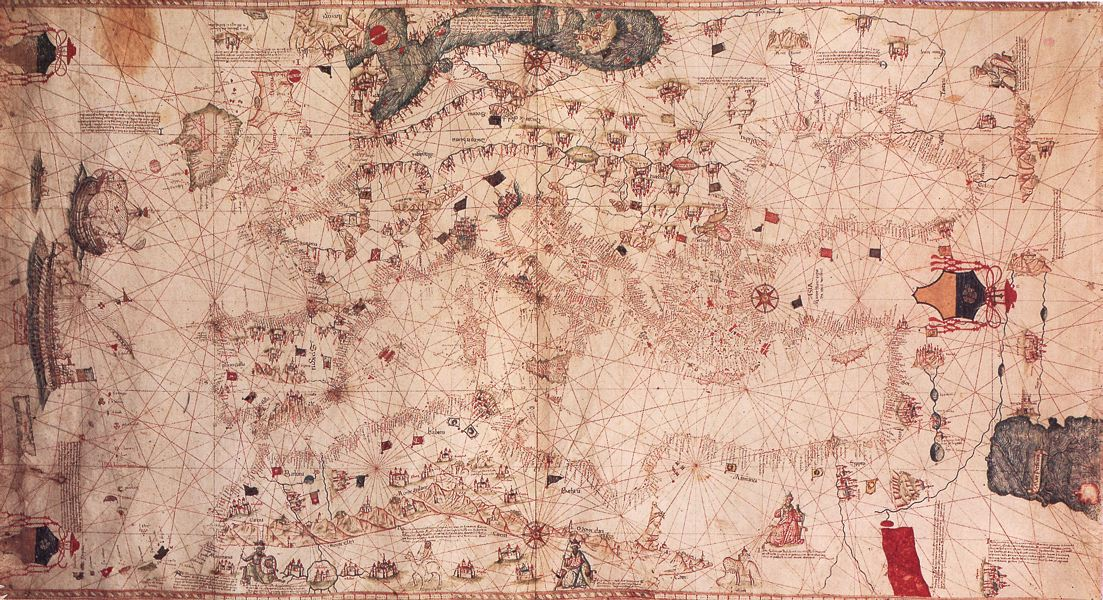
Граціозо Бенінказа, Карта-портолан Середземного моря

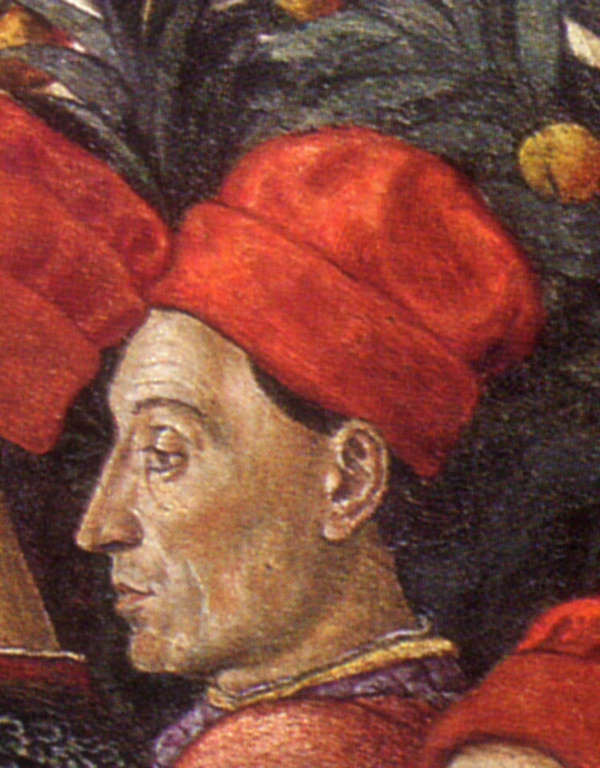
Портрет Киріако Анконського, мореплавець і археолог (1459).

Мореплавець і археолог Кіріако Анконський був активним мандрівником і гуманістом, який походив із відомої купецької родини. Його називають батьком археології: «Кіріак з Анкони був найбільш активним і плідним дослідником грецьких та римських старожитностей у XV столітті, і загальна точність його описів дає йому право називатися батьком-засновником сучасної класичної археології». Колеги-гуманісти назвали його «батьком старожитностей», який повідомив своїм сучасникам про існування Парфенона, Дельфів, пірамід, Сфінкса та інших відомих стародавніх пам'яток, які на той час вважалися зруйнованими і втраченими.
Мореплавець Граціозо Бенінказа, що народився в Анконі, був відомішим італійським морським картографом XV століття та автором кількох карт-портоланів Середземного моря.

## Національні громади

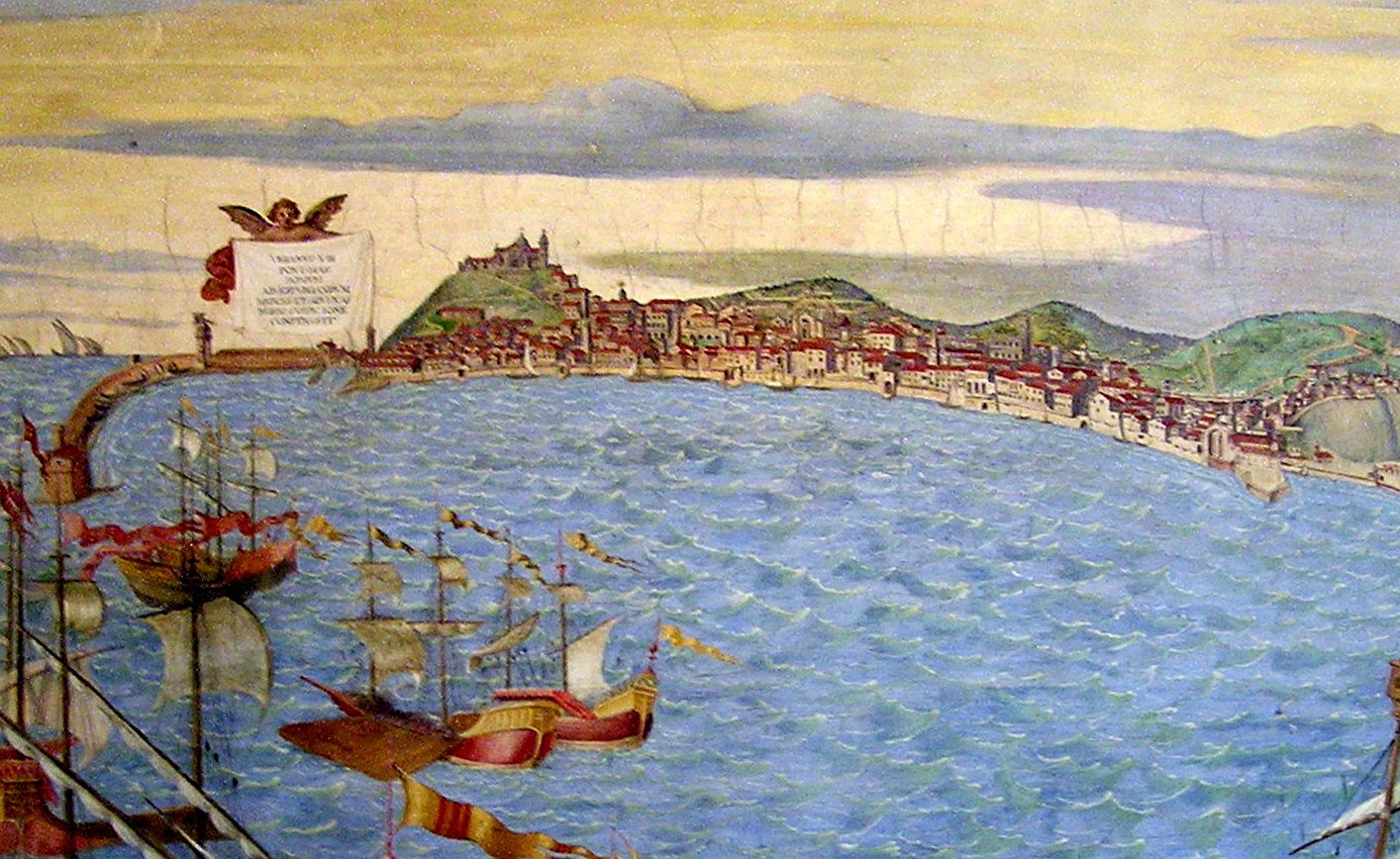
Порт Анкона (XVI ст.). Фреска у Ватикані

В середньовічній Анконі існували грецька, албанська, далматинська, вірменська, турецька та єврейська громади.
Анкона, як і Венеція, у XVI столітті стала дуже важливим притулком для купців з Османської імперії. Греки утворювали найбільшу з громад іноземних купців. Переважно вони були біженцями з колишніх візантійських та  венеційських територій, які були окуповані османами наприкінці XV та у XVI столітті. Перша грецька громада була заснована в Анконі на початку XVI століття і складалась приблизно з 200 грецьких сімей. Більшість із них прибула з північно-західної Греції, тобто з Іонічних островів та Епіру. У 1514 році Дмитро Калоїрі з Яніни домігся зниження митних зборів для грецьких купців з міст Яніна, Арта та Авлона в Епірі. У 1518 році єврейський купець з Авлони домігся зниження мит, що сплачувалися в Анконі для всіх «левантійських купців, підданих туркам».
У 1531 році було створено Грецьке братство (Confraternita dei Greci), до якого увійшли як православні греки, так і католики. Братство користувалось костелом Св. Анни деї Грекі та отримало дозвіл проводити богослужіння за грецьким і латинським обрядами. Церква Св. Анни існувала з XIII століття, спочатку як «Санта-Марія в Порта Сіпріана», на руїнах давньогрецьких стін Анкони.
У 1534 році рішення папи Павла III сприяло діяльності купців усіх національностей і релігій з Леванту і дозволило їм оселитися в Анконі разом зі своїми сім'ями. Один венецієць, який відвідав Анкону в 1535 році, записав, що місто було «повне купців з усіх націй і переважно греків і турків». У другій половині XVI століття присутність грецьких та інших купців з Османської імперії зменшилася після ряду обмежувальних заходів, вжитих італійською владою та папою.
Суперечки між православною та католицькою грецькою громадою були частими і тривали до 1797 року, коли місто було окуповано французами, які закрили всі релігійні братства та конфіскували архів грецької громади. Французи повернуться на цю територію, щоб знову окупувати її в 1805—1806 роках. Церква Св. Анни деї Грекі була знову відкрита для богослужінь у 1822 році. У 1835 році, через малочисельність православної грецької громади в Анконі, церкву передали католицькій громаді.

## Мистецтво

Карло Крівеллі, Мадонна з немовлям, Громадська художня галерея Анкони

На розвиток мистецтва в Анконській республіці завжди впливали її морські зв'язки з Далмацією та Левантом.
Основні середньовічні пам'ятки демонструють поєднання романського та візантійського мистецтва. Серед найвизначніших — Дуомо (кафедральний собор) у формі грецькога хреста і візантійськими скульптурами, а також церква Санта-Марія ді Портоново.

У XV столітті Анкона була одним із центрів так званого «Адріатичного Відродження», руху, що поширювався між Далмацією, Венецією та Марке і характеризувався повторним відкриттям класичного мистецтва та певною спадкоємністю з готичним мистецтвом. Найбільшим архітектором і скульптором цієї мистецької течії був Джорджіо да Себеніко (Юрай Далматинець), найвідомішим художником — Карло Крівеллі.

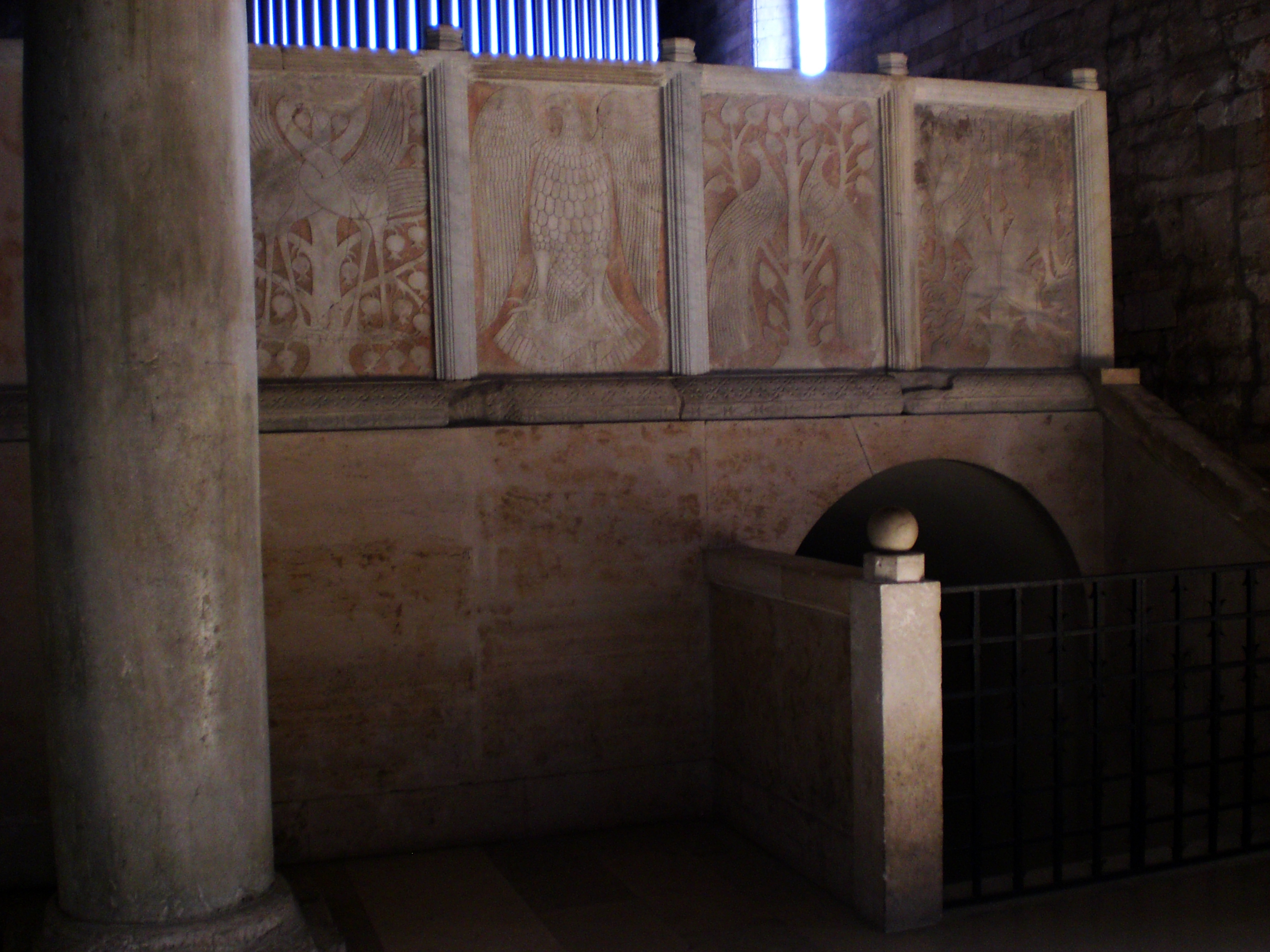
Візантійські скульптури всередині собору
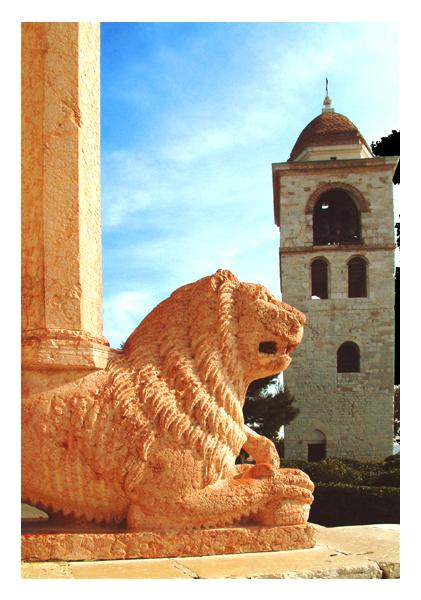
Профіра та дзвіниця собору
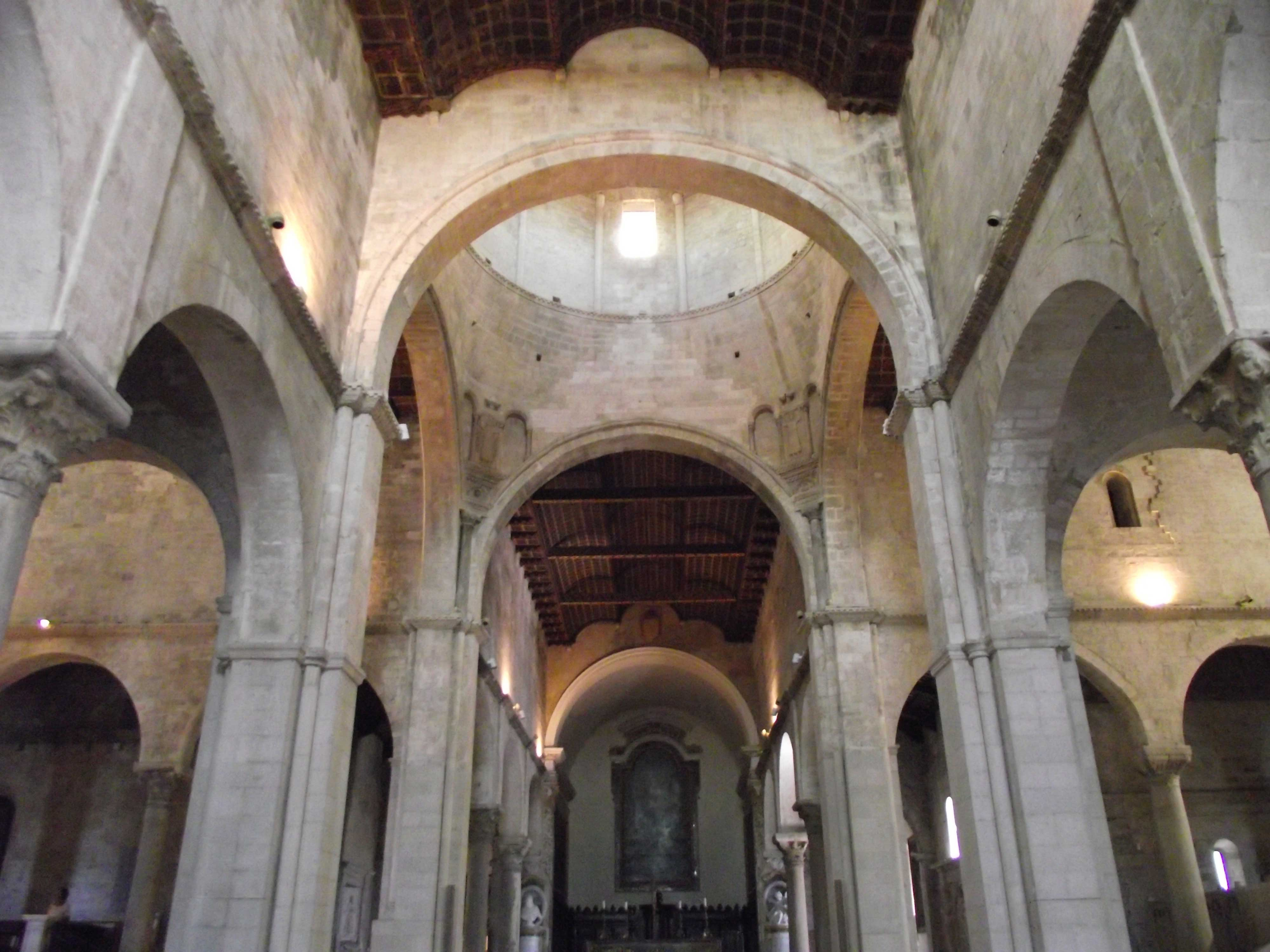
Інтер'єр собору, візантійський план (грецький хрест)
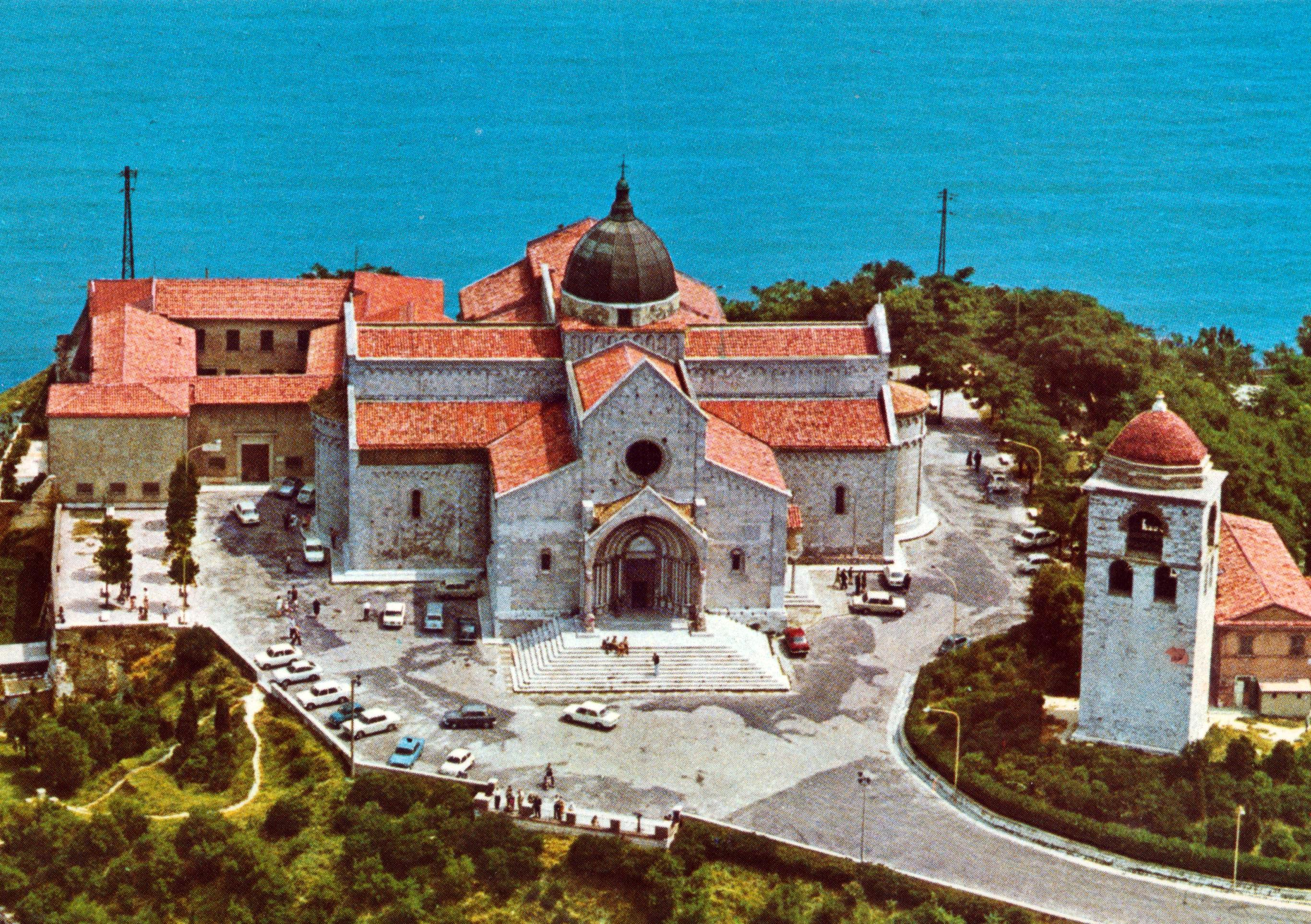
Собор, вид з висоти пташиного польоту
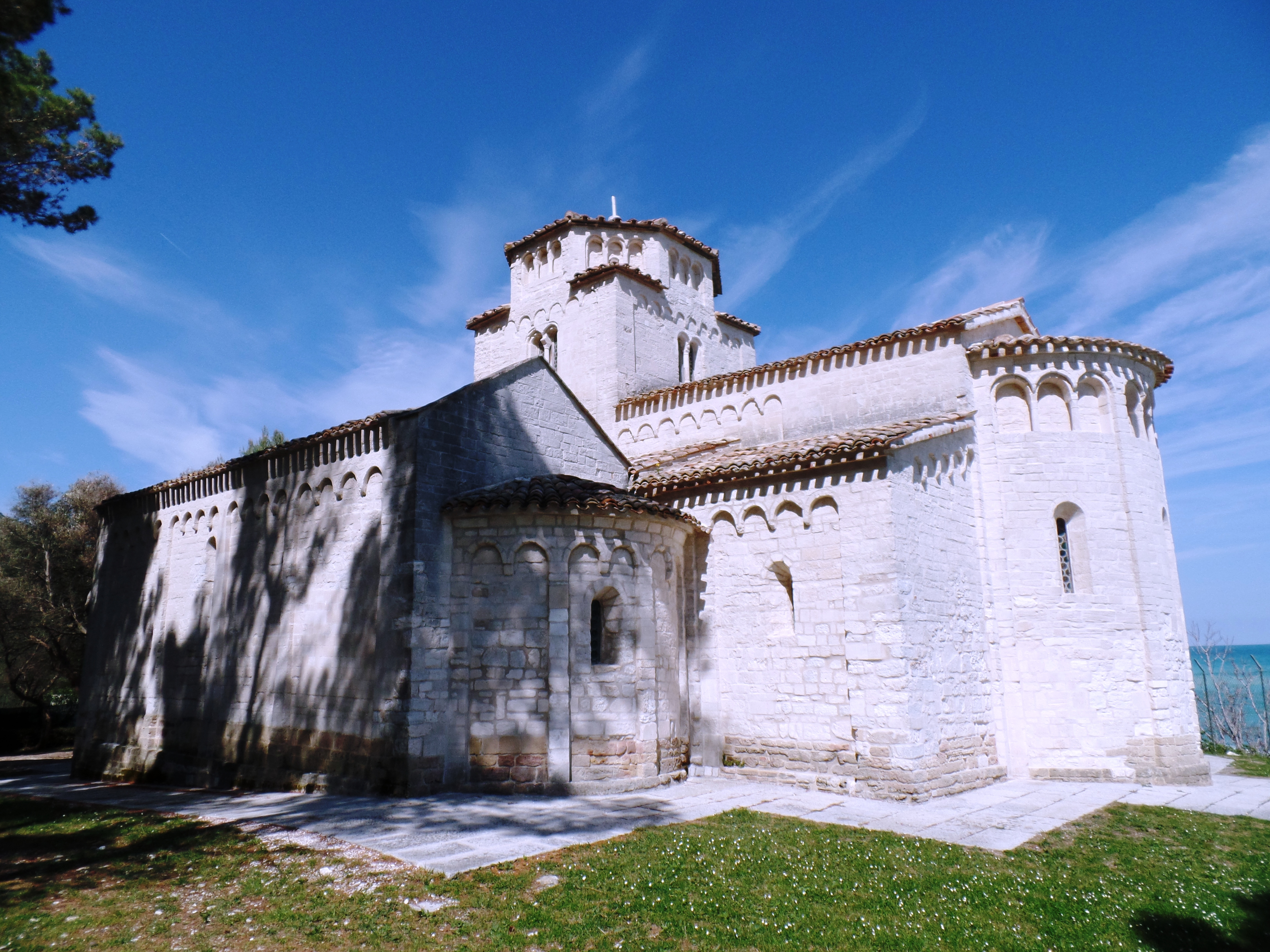
Церква Санта-Марія-ді-Портоново, план якої є злиттям візантійського грецького хреста та романської базиліки
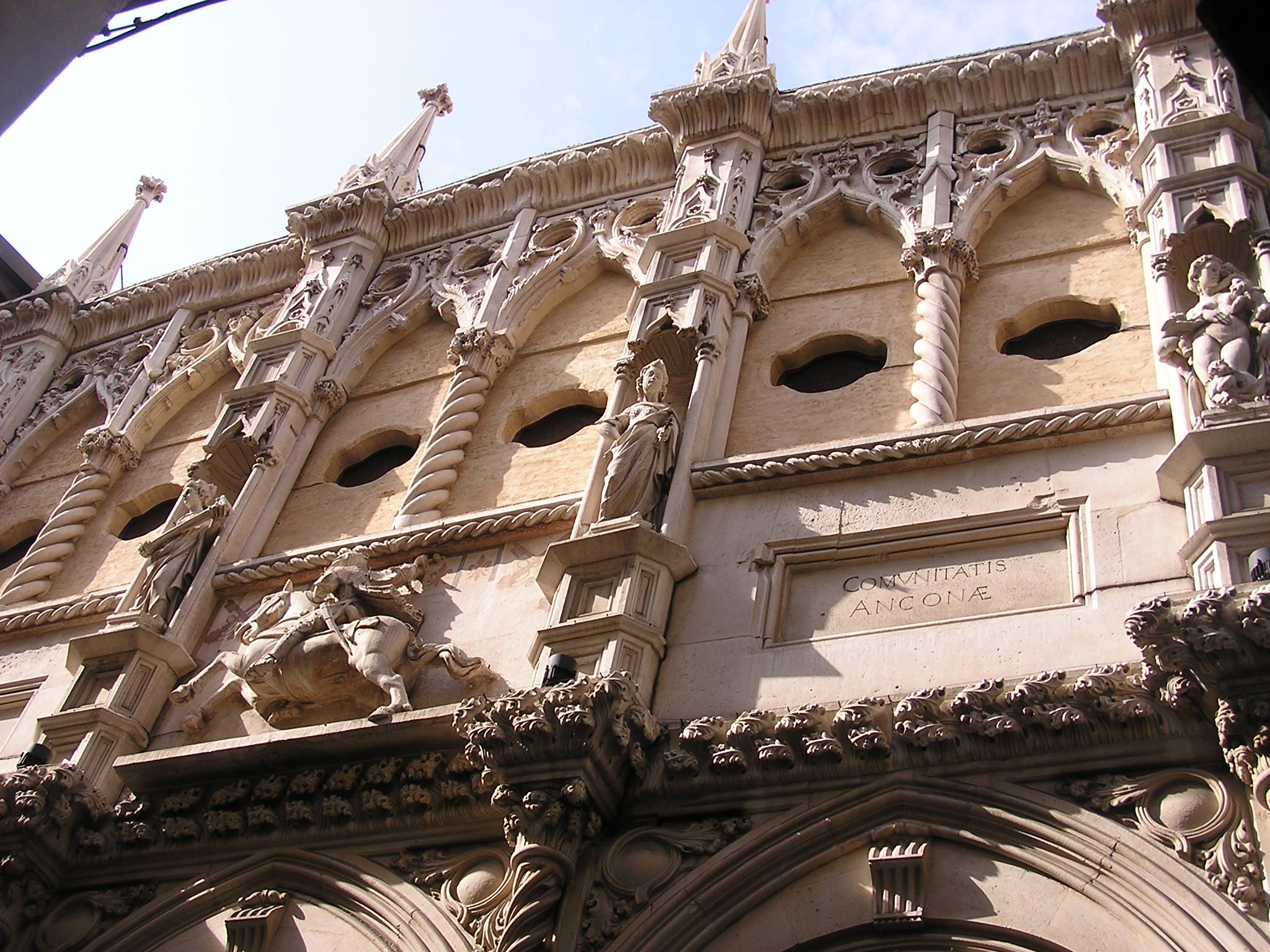
Loggia dei Mercanti, Джорджо да Себеніко (Адріатичне Відродження)
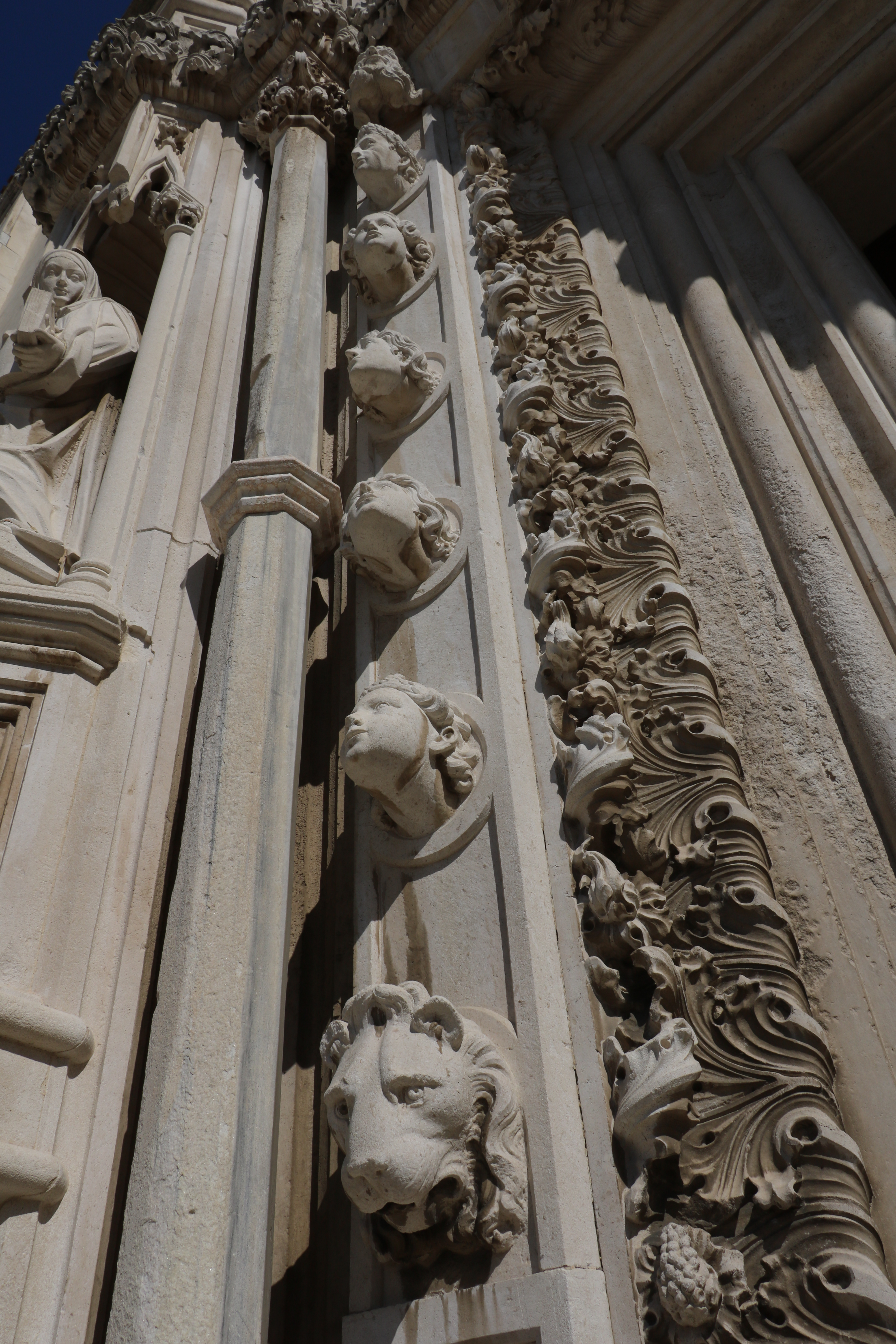
Церква Сан-Франческо алле Скале, Джорджіо да Себеніко (Адріатичне Відродження)
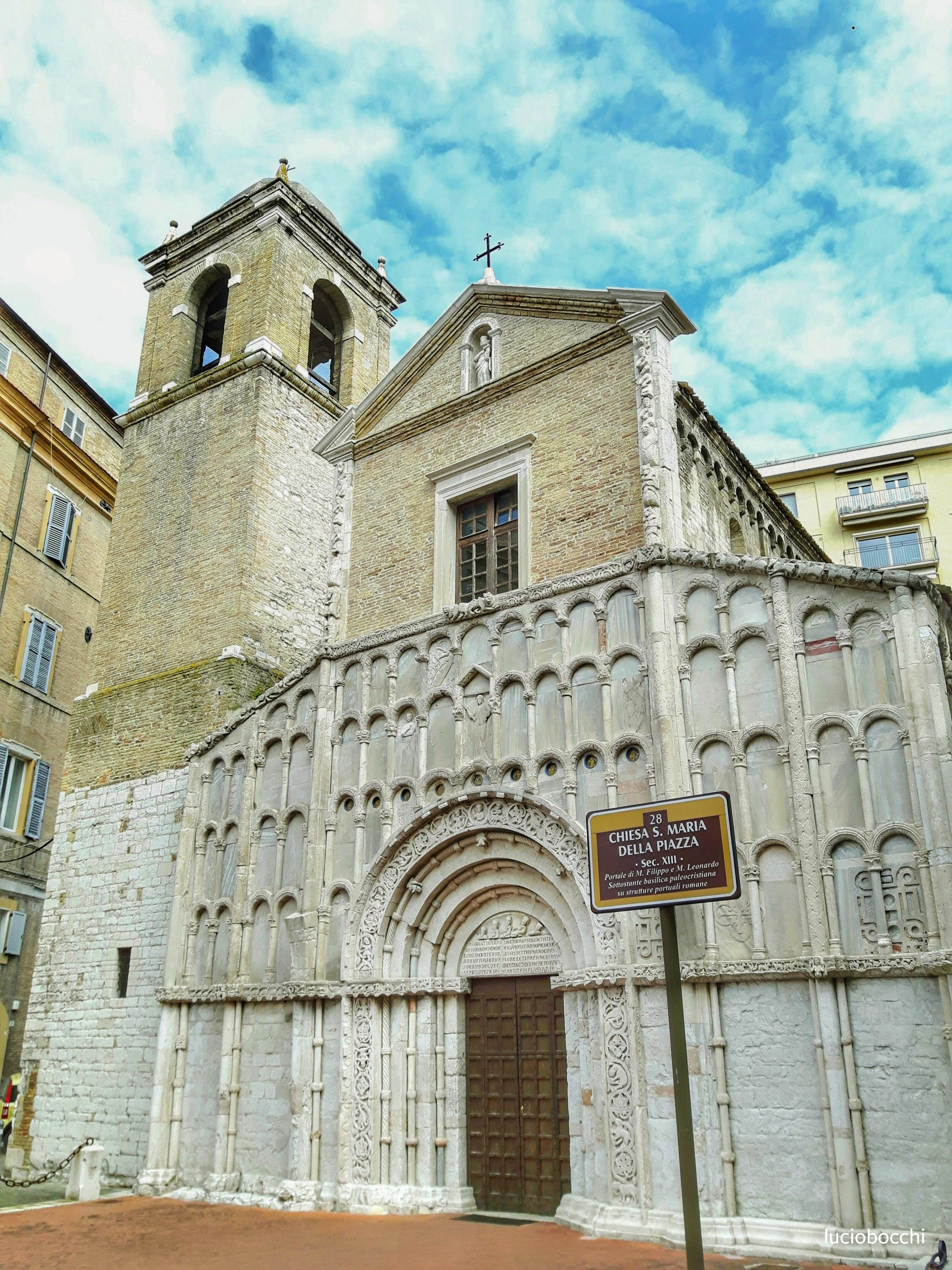
Романська церква Санта-Марія-делла-П'яцца